# Adeline Schebesch

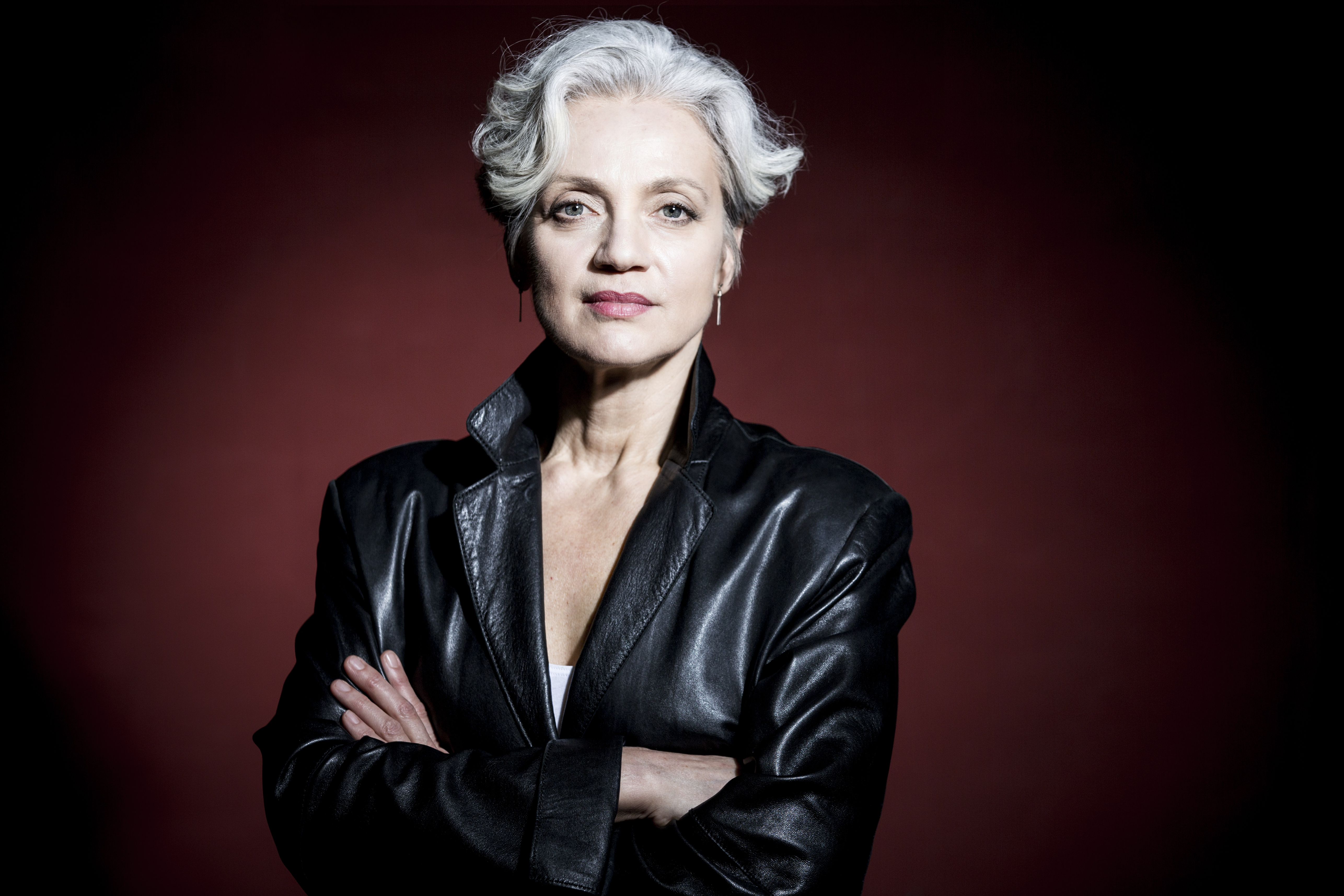
Adeline Schebesch (2017)

Adeline Schebesch (* 8. Januar 1961) ist eine deutsche Theater- und Filmschauspielerin und Synchronsprecherin.

## Leben
Schebesch wirkte in ihrer Schulzeit in mehreren Amateurproduktionen auf der Bühne mit. Nach dem Abitur am Erlanger Ohm-Gymnasium wollte sie eigentlich Chemie und Biologie studieren, doch erhielt sie für das Erlanger Theater in der Garage (heute: Das Theater Erlangen), einen Jahresvertrag, der für ihre weitere Karriere ausschlaggebend wurde.
Nach einem Abstecher nach Irland (Studium der Anglistik) entschloss sie sich zu einer Karriere als Schauspielerin. Sie gelangte nach Wien, wo sie 1983 am Max-Reinhardt-Seminar, Universität Wien, aufgenommen wurde. Sie blieb im ganzen 13 Jahre in Österreich, ehe sie nach Deutschland zurückkehrte. Dort arbeitete sie an Wiener Bühnen, bei einer Reihe von Fernsehproduktionen als Schauspielerin und Synchronsprecherin und als Hörspielregisseurin am ORF in Klagenfurt.
Im Oktober 2004 nahm sie parallel zu ihrem Schauspielerberuf ein Studium an der Friedrich-Alexander-Universität Erlangen-Nürnberg auf. Die beiden Hauptfächer Ur- und Frühgeschichte und Theater-, Film- und Medienwissenschaften schloss sie im Februar 2012 mit Abschluss Magister (M. A.) ab.
Seit 1997 ist Adeline Schebesch fest angestellt im Ensemble des Staatstheaters Nürnberg. Ihre erfolgreichsten Produktionen dort waren bislang die Vagina-Monologe (die Produktion wurde ausgezeichnet mit dem Preis der Bayerischen Theatertage 2002) und die Boulevard-Komödie Bullets over Broadway von Woody Allen (unter dem Titel „Kugeln überm Broadway“), für die sie zusammen mit ihrem Kollegen Michael Hochstrasser den Darstellerpreis der Bayerischen Theatertage 1998 erhielt. Für das Nürnberger Staatstheater hat sie ein Hörbuch mit Geschichten von E. T. A. Hoffmann aufgenommen.
Während der Covid-19-Pandemie, in der die Theater geschlossen blieben, nahm sie für das Staatstheater Nürnberg eine fünfteilige Lecture Performance series über Shakespeares Sonette jeweils auf Deutsch und Englisch im Videoformat auf.
2012 wurde sie durch den Stiftungsrat des Staatstheater Nürnberg zur Kammerschauspielerin ernannt.
Im Jahr 2022 wurde ihr der Bayerische Verdienstorden vom bayerischen Ministerpräsidenten verliehen.

## Filmografie (Auswahl)
- 1989: Tatort: Blinde Angst
- 2008: Freiwild. Ein Würzburg-Krimi
- 2023: Tatort: Hochamt für Toni